# Koncert skrzypcowy (Mendelssohn)
Koncert skrzypcowy e-moll, op. 64 – kompozycja Felixa Mendelssohna na skrzypce i orkiestrę. Premiera miała miejsce w 1845 roku, choć utwór miał być skomponowany kilka lat wcześniej.
Koncert został skomponowany na skrzypce i standardową orkiestrę, w której skład wchodzą: 2 flety, 2 oboje, 2 klarnety, 2 fagoty, 2 rogi, 2 trąbki, kotły i sekcja smyczków.

## CzęściKoncertu
Koncert zbudowany jest z 3 części:
1. Allegro molto appassionato (e-moll)
2. Andante (C-dur)
3. Allegretto non troppo – Allegro molto vivace (E-dur)

## Posłuchaj
- W przypadku problemów z odtwarzaniem zobacz instrukcję obsługi